# عزیزآباد (گناباد)
عزیزآباد (گناباد)، روستایی از توابع بخش مرکزی شهرستان گناباد در استان خراسان رضوی ایران است. دسترسی به این روستا از مسیر شهر گناباد و پس از عبور از روستاهای بیلند و قوژد امکان پذیر است. فاصله این روستا از جاده اصلی گناباد به مشهد، ۱۳ کیلومتر می باشد.

## جمعیت
این روستا در دهستان حومه قرار دارد و براساس سرشماری عمومی نفوس و مسکن سال ۱۳۹۵، جمعیت آن ۱۳۷ نفر بوده‌است.